# Partit Comunista dels Treballadors - Per la Pau i el Socialisme
El Partit Comunista dels Treballadors - Per la Pau i el Socialisme (en finès: Kommunistinen Työväenpuolue – Rauhan ja Sosialismin puolesta) és un partit comunista euroescèptic de Finlàndia. Va ser fundat el 1988 poc abans de la desaparició del Partit Comunista de Finlandia. Des de la seva fundació, no ha guanyat escons al Parlament i, com a resultat, ha estat eliminat del registre del partit finlandès i s'ha tornat a registrar diverses vegades. S'ha donat de baixa des del 2019. Membre de la internacional Acció Comunista Europea.

## Història
El moviment comunista finlandès es va dividir a mitjans dels anys vuitanta després d'anys de lluites internes, com va ocórrer a nivell internacional. El PCT es va formar a partir dels militants decebuts tant de l'eurocomunista Partit Comunista (que es dissoldria al 1992) com de la nova organització Partit Comunista de Finlàndia (Unitat), que consideraven mantenien a grans trets el reformisme del primer.
Al 2002, el PCT es va dividir per la qüestió de les aliances. El Comitè Central va rebutjar la participació del partit en la coalició Forces per al canvi a Finlàndia, un ventall molt ampli ideològicament. Però, va acabar rebent el suport de militants del Partit i de tot el nucli del districte de Hèlsinki. El PCT va respondre expulsant l'organització esmentada i molts membres destacats, entre ells Heikki Männikkö (el secretari del Partit), Reijo Katajaranta (el cap de redacció del diari) i Pekka Tiainen (l'antic candidat a la presidència de 1994. Els expulsats van fundar "Comunistes" (Kommunistit), que més endavant es transformaria en la Lliga dels Comunistes.
Poc després, el PCT va tenir una publicitat inesperada a tot el país abans de les eleccions locals del 2004, quan les branques del partit de Turku i Raisio van fer una aliança electoral amb el partit d'extrema dreta Poble finlandès Blau i Blanc. La direcció del partit va reaccionar enèrgicament i va condemnar les maniobres. Les aliances, però, ja estaven signades i els candidats del PCT es van presentar a les dues ciutats de la costa oest sense èxit. L'home darrere de les aliances, Esko Luukkonen de Turku, va ser alliberat de totes les responsabilitats del partit, i ell juntament amb l'organització del districte es va unir més tard a la Lliga dels Comunistes.

## Resultats electorals

### Eleccions legislatives
| Any  | Vots  | %     | Escons  | +/- |
| ---- | ----- | ----- | ------- | --- |
| 1991 | 6,201 | 0.22% | 0 / 200 | Nou |
| 1995 | 4,784 | 0.17% | 0 / 200 | =   |
| 1999 | 3,455 | 0.13% | 0 / 200 | =   |
| 2003 | 2,908 | 0.10% | 0 / 200 | =   |
| 2007 | 2,007 | 0.07% | 0 / 200 | =   |
| 2011 | 1,575 | 0.05% | 0 / 200 | =   |
| 2015 | 1,100 | 0.04% | 0 / 200 | =   |
| 2019 | 1,240 | 0.04% | 0 / 200 | =   |

### Eleccions locals
| Any  | Vots  | %     | Escons |
| ---- | ----- | ----- | ------ |
| 1992 | 4,828 | 0.18% | 1      |
| 1996 | 4,483 | 0.19% | 3      |
| 2000 | 2,314 | 0.10% | 2      |
| 2004 | 1,248 | 0.05% | 1      |
| 2008 | 1,065 | 0.04% | 0      |
| 2012 | 704   | 0.03% | 0      |
| 2017 | 702   | 0.01% | 0      |